# 音樂基金會

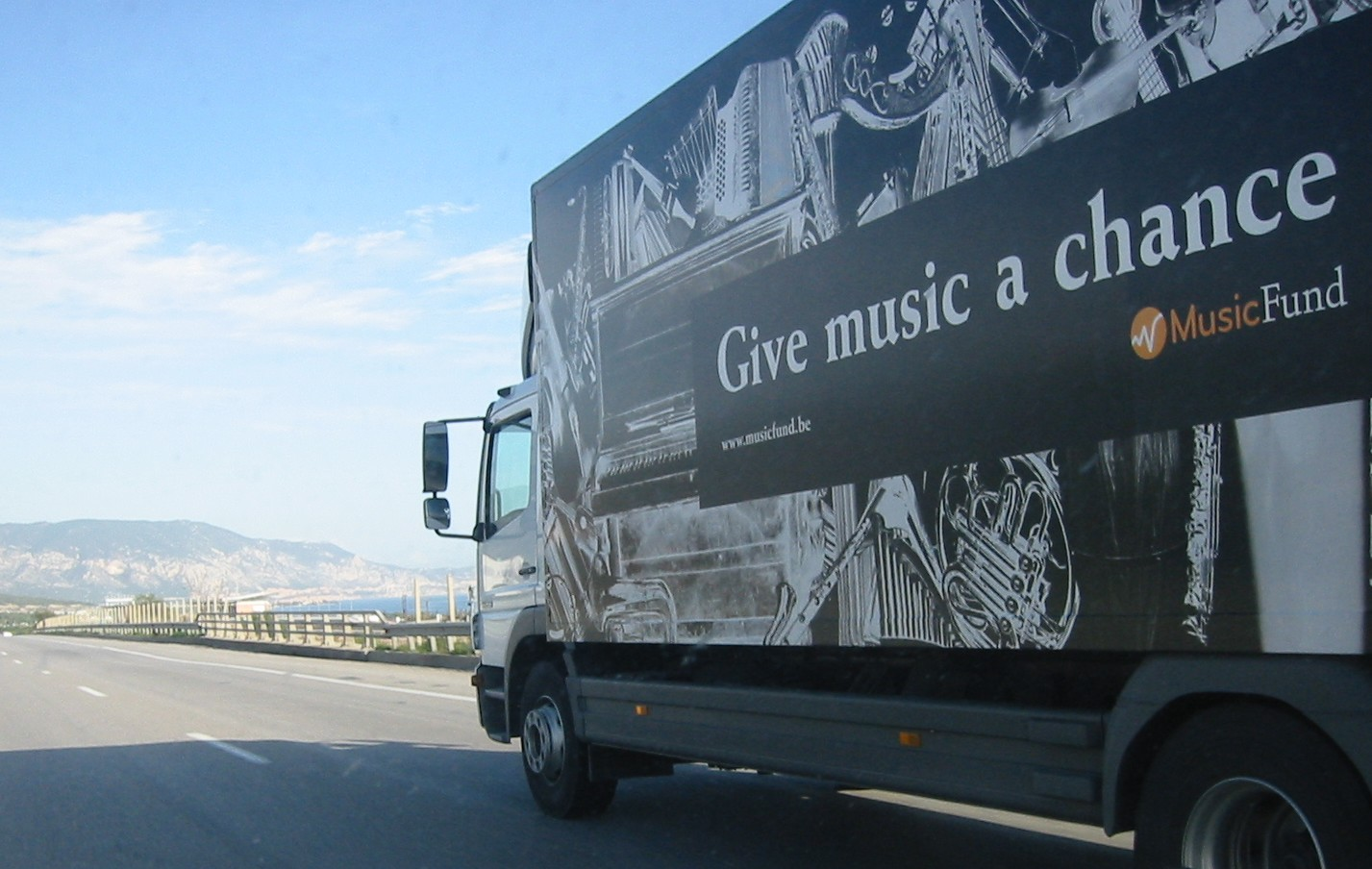

音樂基金會（英語：Music Fund）自2005年起一直致力於在發展中國家及戰亂地區收集和修復樂器的工作。
音樂基金會是由兩所非政府組織共同合作之成果 —Oxfam Solidarity(樂施會)和音樂團Ictus。
音樂基金會在成立後的第二年，即2005年進行了首次的樂器募集活動。這次活動成功地收集了總額超過500件之各類樂器，同年的12月，首批募來的樂器被分發至巴勒斯坦和以色列。 基於這次的成功經驗，音樂基金會遂再次企劃與執行了第二批的樂器募集活動，所得樂器被分發送往剛果和莫三比克。
由於某些地區仍然完全沒有樂器資源，有些則擁有少許的樂器資源，有鑒於此，音樂基金會時常會在歐洲進行廣泛的樂器回收及修復工作，再分發給這些地區所有合作關係的學校。
此外，音樂基金會的第二項重要工作是樂器的保養。為此，該會在當地的一些合作學校進行適當培訓。同時，為了能提供更持久的培訓課程，該會亦選派及贊助一些學生到歐洲的專業學院深造，並與音樂基金會合作的專家學徒。這些經驗和知識能確保樂器的正確維護和使用。畢竟，這項計畫是否能夠長久持續經營，是掌握在這些地區和居民的手中。